# 集集大山

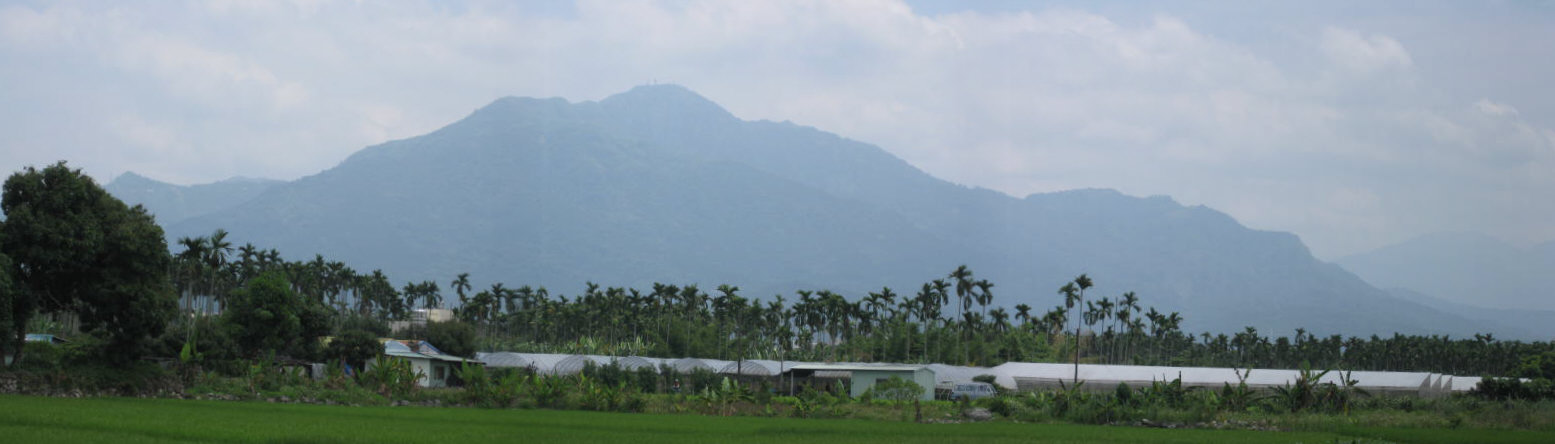
集集大山

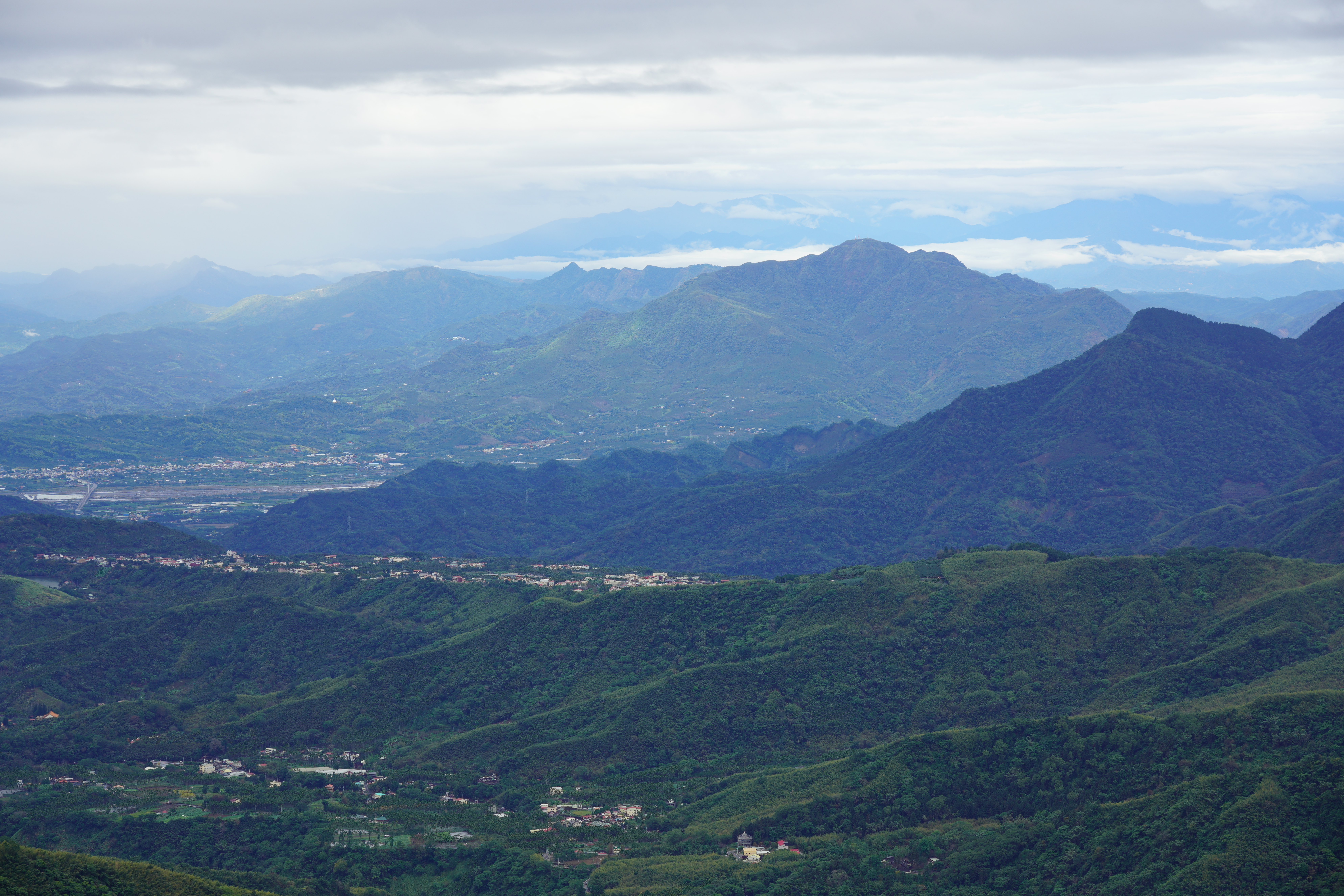
民衆坪山附近かた北北東方向の集集大山を望む（後方の尖った山は九份二山）

集集大山（しゅうしゅうたいさん）は、台湾南投県にある山で、台湾で教育部体育署が健康作りに登山を勧める台湾小百岳の一つでもあり、粗坑渓と水里渓支流の水源地である。主峰の標高は1,390メートルで、中寮郷と集集鎮の境に位置し、両地の最高峰である。山頂には二等三角点があり、テレビ中継所もあり、直接道路でアクセスできる。稜線は北に烏土窟山、東坪崙山、鄉親寮山と九份二山を結び、南は集集鎮と水里郷の境界に沿って集集大山の南峰を結び、地質学的に集集大山傾斜に属している。

## 地理
集集大山は雪山山脈の集集稜線に属し、雪山山脈の最南端に位置する山の一つで、標高は1,390メートル[5]:で、台湾小百岳の第50番目で、集集市街地から直接眺めることができる。南投県道54号線の福山小学校横の大坪小路から入り、福山産業道路を経由して山頂に達する。道路はコンクリートで舗装され、車も通れるようになっているが、難易度の高いサイクリングロードとしても計画されている。
山頂は南投県中寮郷福生村と集集鎮福山里の分岐点に位置し、二等三角礎石1135号がある。また、1980年に南投県政府が建設した集集大山テレビ送信塔があり、高さ43メートルの紅白の送信塔は集集大山のランドマークとなっている。送信局には駐車場と展望台があり、見晴らしがよくて、日月潭、濁水渓沿いの水里と集集の市街、濁水渓対岸の鹿谷、水里渓対岸の水社大山、玉山山脈と中央山脈が見えて、天気の良い日には濁水渓の河口と秀姑巒山が一望できる。

## 参照項目
- 台湾小百岳